# Krzysztof Krauze
Pour les articles homonymes, voir Krauze.
Krzysztof Krauze est un réalisateur polonais, né le 2 avril 1953 à Varsovie (Pologne) où il est mort le 24 décembre 2014.

## Biographie
Fils de l'actrice de théâtre et de cinéma Krystyna Karkowska (pl) Krzysztof Krauze fait ses études à la faculté de photographie de l'École nationale de cinéma de Łódź. Diplômé en 1976, il collabore de 1978 à 1983 avec les studios d'animation Se-ma-for (pl).
Krzysztof Krauze est récompensé de l'Aigle du meilleur réalisateur en 1999, pour le film Dług et en 2006 pour La Place du Saint-Sauveur.
Atteint d'un cancer de la prostate depuis 2006, le cinéaste en meurt le 24 décembre 2014. Il sera enterré au cimetière catholique de Kazimierz Dolny,. En 2015, le président Bronislaw Komorowski lui décerne la croix de commandeur de l'Ordre Polonia Restituta à titre posthume pour des réalisations exceptionnelles, la créativité artistique et pour sa contribution dans la promotion de l'art cinématographique polonais dans le monde.

## Filmographie partielle
- 1988 : Nowy Jork, czwarta rano
- 1996 : Gry uliczne
- 1999 : Dlug
- 2004 : Mój Nikifor
- 2006 : La Place du Saint-Sauveur (Plac Zbawiciela)
- 2017 :  Birds Sing in Kigali, co-réalisé avec Joanna Kos-Krauze. (Film récompensé au Festival international du film de Karlovy Vary, premier prix d’interprétation pour les deux actrices principales, Eliane Umuhire et Jowita Budnik)